# Justin Burrell
Justin Eric Burrell (Bronx, 18 aprile 1988) è un cestista statunitense.